# Lei de Migração
Lei de Migração (Lei 13.445/2017) é uma lei brasileira promulgada em 24 de maio de 2017.
A Lei de Migração, regulamentada pelo Decreto 9.199/2017 e por um número considerável de atos infralegais (resoluções, portarias, instruções normativas) revogou o antigo Estatuto do Estrangeiro (Lei 6.815/1980). Trata-se de uma lei em consonância com a Constituição Federal e os principais instrumentos internacionais direta e indiretamente relacionados à proteção dos migrantes. Em vez de encarar a migração predominantemente sob o viés da segurança nacional, a Lei de Migração encara os problemas migratórios sob uma perspectiva humanitária.
Dentre as principais mudanças em relação à legislação anterior, merecem ser destacadas: a mudança do regime de vistos brasileiro, que ficou mais próximo do modelo europeu do que do norte-americano; a concessão da naturalização como ato preponderantemente administrativo (e vinculado, salvo nas modalidades especial e provisória) e não como um "ato político"; a previsão expressa da "repatriação", além da deportação e da expulsão; a ampliação dos instrumentos de cooperação internacional (além da extradição, a Lei de Migração prevê a transferência de pessoas condenadas e a transferência de execução de penas); previsão ainda que muito vaga de questões relacionadas ao emigrante brasileiro; endurecimento da repressão ao tráfico de pessoas e ao tráfico de migrantes.
Conquanto um avanço, a Lei de Migração sofre muitas críticas de setores conservadores que empreendem esforços para deixá-la mais próxima da antiga legislação e restringir os direitos dos migrantes. Ainda há artigos a serem regulamentados, como o que cria a Política Nacional de Migrações, Refúgio e Apatridia (art.120)

## Tramitação no Congresso
A atual legislação migratória brasileira teve origem no PLS 288/2013, de autoria do senador Aloysio Nunes (PSDB-SP). Aprovado pela Comissão de Relações Exteriores da Casa, seguiu para a Câmara dos Deputados em julho de 2015, onde foi transformado no PL 2516/2015.
Na Câmara, o PL foi discutido por uma comissão especial, presidida pela deputada federal Bruna Furlan (PSDB-SP) e com relatoria do deputado federal Orlando Silva (PC do B-SP). Coube a esse colegiado agregar ao projeto que veio do Senado uma série de adendos que vieram tanto dos próprios parlamentares como da sociedade civil e de um Anteprojeto de Lei, elaborado por especialistas nomeados pelo Ministério da Justiça para aperfeiçoar a lei migratória brasileira.
Levado ao plenário da Câmara dos Deputados, o PL foi aprovado em dezembro de 2016 com 207 votos favoráveis e 83 contrários, além de uma abstenção. Com as alterações feitas pelos parlamentares, o projeto voltou à Casa de origem, o Senado, para ser revisado.
Em 18 de abril de 2017, o Senado aprovou o projeto, que seguiu para a sanção presidencial.

## Pressões contra a Lei de Migração
Logo depois de aprovada pelo Senado, a Lei de Migração se tornou alvo de protestos de grupos conservadores, que viram na nova legislação uma abertura excessiva do país aos imigrantes e uma suposta ameaça à soberania nacional. Em São Paulo ocorreram três protestos que pediam o veto integral de Temer à nova legislação aprovada pelo Congresso. 
As pressões também vinham do ambiente online. Um estudo elaborado pela DAPP-FGV (Diretoria de Análise de Políticas Públicas da Fundação Getulio Vargas) mapeou um total de 60,5 mil menções no Twitter sobre a Lei de Migração. A maioria delas se referia à nova lei como algo negativo e cobrava do governo Temer o seu veto integral. 
No sentido contrário, 151 organizações da sociedade civil enviaram uma carta conjunta ao governo federal, solicitando que a Lei de Migração fosse sancionada sem vetos.
Em 24 de maio de 2017 o presidente Michel Temer sancionou a Lei de Migração, que passou a ser designada como Lei 13,445/2017, e teve cerca de duas dezenas de vetos. Entre eles está o Artigo 118, que previa uma anistia a imigrantes sem documentos no Brasil, uma das principais reivindicações da sociedade civil articulada em torno da temática migratória.
A Lei de Migração entrou em vigor em 21 de novembro de 2017.

## O que muda com a lei
§ 1o  Para os fins desta Lei, considera-se:
I - (VETADO);
II - imigrante: pessoa nacional de outro país ou apátrida que trabalha ou reside e se estabelece temporária ou definitivamente no Brasil;
III - emigrante: brasileiro que se estabelece temporária ou definitivamente no exterior;
IV - residente fronteiriço: pessoa nacional de país limítrofe ou apátrida que conserva a sua residência habitual em município fronteiriço de país vizinho;
V - visitante: pessoa nacional de outro país ou apátrida que vem ao Brasil para estadas de curta duração, sem  pretensão de se estabelecer temporária ou definitivamente no território nacional;
VI - apátrida: pessoa que não seja considerada como nacional por nenhum Estado, segundo a sua legislação, nos termos da Convenção sobre o Estatuto dos Apátridas, de 1954, promulgada pelo Decreto nº 4.246, de 22 de maio de 2002, ou assim reconhecida pelo Estado brasileiro.